# 앙스 아르퉁
앙스 아르퉁(Hans Hartung, 1904년 9월 21일 ~ 1989년 12월 8일)은 독일 출신 프랑스의 추상화가이다.

## 이름
원명(原名)은 한스 하인리히 에른스트 하르퉁(Hans Heinrich Ernst Hartung)이며 나중에 앙스 아르퉁(Hans Hartung)으로 개명(改名)하였다.

## 생애

### 생애 초기
그는 독일 제국 작센주 라이프치히에서 출생하였고 그의 아버지는 내과 전문의 및 의학석사였다.

### 학력
- 1924년 바이마르 공화국 작센 주 라이프치히 대학교 철학과 전퇴
- 1925년 바이마르 공화국 작센 주 라이프치히 대학교 미술사학과 중퇴
- 1926년 바이마르 공화국 작센 주 드레스덴 미술학교 중퇴

### 일생과 업적
일찍이 추상적 표현에 천부적 소질을 가지었던 그는 타시슴 아트 추상화의 선구자로 일컬어지며 다이내믹한 선의 움직임과 리드미컬한 구성이 두드러진 작품들을 양산하여 추상화 분야의 대표적 화가가 되었다.
1926년 프랑스 파리에서 추상화가로 화단에 첫 등단하였고 이듬해 1927년 바이마르 공화국 작센주 드레스덴에서 본격 추상화가 활약을 하기 시작하였다.
이후 그는 1929년에 바이마르 공화국 바이에른주 뮌헨에서 스웨덴 태생의 노르웨이 여성 추상화가 아나 에바 베르망 아르퉁(Anna-Eva Bergman Hartung)과 결혼하여 노르웨이 영구거주권을 취득하였으며 이듬해 1930년 노르웨이 영구거주권을 포기하고 스웨덴 영구거주권을 취득하였으나 1년 후 1931년 바이마르 공화국 작센주 드레스덴에서 아나 에바 베르망 아르퉁(Anna-Eva Bergman Hartung)과 이혼하여 스웨덴 영구거주권을 포기하였다.
1년 후 1932년 7월 20일에는 바이마르 공화국 시민권자 신분으로 프랑스 육군 하사 임관하여 프랑스 육군 외인부대 정훈부사관으로 보임되었고 이듬해 1933년 스페인 영구거주권을 취득하여 스페인 메노르카섬에 거주하였으며 1년 후 1934년 스페인 영구거주권을 포기하였고 프랑스 파리로 귀환하여 나치 독일 시민권자 신분의 프랑스 육군 군인 신분으로 추상화가 분야에 종사하다가 1939년 9월 1일 제2차 세계 대전이 일어나자 프랑스 육군 외인부대 정훈부사관으로 2차 대전에 참전하였고 전란 참전 중이던 이듬해 1940년에 스페인의 조각가 훌리오 곤살레스 이 페이세르(Julio González i Pellicer)의 외동딸 로베르타 공잘레즈 아르퉁(Roberta González Hartung)과 재혼한 것에 이어 이듬해 1941년에는 프랑스 육군 중사 진급을 하였으나 1944년 로베르타 공잘레즈 아르퉁(Roberta González Hartung)을 병으로 사별하였으며 1년 후 1945년 9월 2일을 기하여 제2차 세계 대전이 종전으로써 전쟁의 막을 내리자 그는 같은 해 1945년 12월 9일을 기하여 프랑스 육군 중사 예편하였고 이듬해 1946년 3월 2일을 기하여 독일 과도정부 연립공화국 시민권을 포기와 동시에 프랑스 시민권을 취득하여 이후 파리에서 계속 추상화가 활약하였으며 1년 후 1947년 개신교(감리회)에 귀의하였다.
1952년에는 21년 전 독일 작센 주 드레스덴에서 이혼하였던 1번째 前 부인 아나 에바 베르망 아르퉁(Anna-Eva Bergman Hartung)을 프랑스 파리에서 우연히 다시 만나며 이후 그녀와 5년간의 열정 어린 해후를 나누다가 1957년 아나 에바 베르망 아르퉁(Anna-Eva Bergman Hartung)과 전격 재결합하였다.
일생 동안 두 번 결혼을 하였지만 슬하에 자녀가 없었던 그는 타시슴 아트의 선구자로 일컬어지는 추상화가이다.

## 같이 보기
- 타시슴